# Херрингтон, Джон
Джон Стюарт Херрингтон (англ. John Stewart Herrington; род. 31 мая 1939, Лос-Анджелес, Калифорния) — американский государственный деятель и бизнесмен, министр энергетики США (1985—1989).

## Биография
Херрингтон родился в Лос-Анджелесе, Калифорния, и получил степень бакалавра в Стэнфордском университете в 1961 году и степень магистра права в Юридической школе Калифорнийского университета в 1964 году. Во время учебы в Стэнфордском университете он присоединился к братству Дельта Апсилон. Он занимался юридической практикой в частном порядке с 1965 по 1981 год, главным образом в Сан-Франциско, и публично в качестве заместителя окружного прокурора округа Вентура.
В администрации Рейгана Херрингтон служил помощником министра военно-морского флота с 1981 по 1983 год, заместителем помощника президента по кадрам с 1983 по 1985 год и министром энергетики с 1985 по 1989 год.
Херрингтон продолжает активно заниматься политикой в своём родном штате, некоторое время занимая пост председателя Республиканской партии Калифорнии. Он также занимается девелопментом недвижимости и выступает консультантом многочисленных корпораций.
На президентских праймериз Республиканской партии 2016 года Херрингтон поддержал Теда Круза. Он также поддержал назначение бывшего губернатора Техаса Рика Перри на пост министра энергетики президентом Дональдом Трампом в декабре 2016 года.

## Личная жизнь
У Херрингтона и его жены, достопочтенной Лоис Хейт, есть двое детей.